# 北山街道 (鹤岗市)
北山街道，是中华人民共和国黑龙江省鹤岗市向阳区下辖的一个乡镇级行政单位。

## 行政区划
北山街道下辖以下地区：
第一社区、第二社区和第三社区。